# شاه‌مرغ
شاه‌مرغ(نام علمی: Tyrannus) نام یک سرده از تیره ژیان‌مرغ است.

## گونه‌ها
- شاه‌مرغ گلوبرفی, Tyrannus niveigularis
- شاه‌مرغ گلوسفید, Tyrannus albogularis
- شاه‌مرغ گرمسیری, Tyrannus melancholicus
- شاه‌مرغ کاچ, Tyrannus couchii
- شاه‌مرغ کسین, Tyrannus vociferans
- شاه‌مرغ نوک‌کلفت, Tyrannus crassirostris
- شاه‌مرغ غربی, Tyrannus verticalis
- شاه‌مرغ شرقی, Tyrannus tyrannus
- شاه‌مرغ خاکستری, Tyrannus dominicensis
- شاه‌مرغ سربزرگ, Tyrannus caudifasciatus
- شاه‌مرغ بزرگ, Tyrannus cubensis
- مرغ مگس‌خوار دم‌قیچی, Tyrannus forficatus
- مرغ مگس خوار دم چنگالی, Tyrannus savana